# Ellen Wright
Ellen Wright (ur. 8 sierpnia 1998) – australijska judoczka.
Startowała w Pucharze Świata w 2014 i 2015. Złota medalistka mistrzostw Oceanii w 2015 i 2017. Mistrzyni Australii w 2014 roku.